# Litván Régiók Párt
A Litván Régiók Párt, korábbi nevén Litvániai Szociáldemokrata Munkáspárt (litvánul Lietuvos socialdemokratų darbo partija) egy politikai párt Litvániában. 2018-ban alapították meg olyan politikusok, akik korábban a Litván Szociáldemokrata Pártban politizáltak. A párt a 2019-es európai parlamenti választáson is elindult, ám 2,36 százalékkal nem jutott be.

## Választási eredmények
| Választás éve | Szavazatok száma | Szavazatok aránya | Mandátumok száma | Parlamenti státusz |
| ------------- | ---------------- | ----------------- | ---------------- | ------------------ |
| 2020          | 37 198           | 3,28%             | 3                | ellenzék           |
| 2024          | 23 547           | 1,93%             | 0                | nem jutott be      |

| Választás éve | Szavazatok száma | Szavazatok aránya | Mandátumok száma |
| ------------- | ---------------- | ----------------- | ---------------- |
| 2019          | 29 592           | 2,36%             | 0                |
| 2024          | 35 596           | 5,25%             | 0                |